# Kungariket Man

Kungariket Mann och the Isles, cirka 1100.

Kungariket Mann och the Isles var ett historiskt rike som tidvis omfattade nuvarande Isle of Man, Hebriderna och Islands of the Clyde mellan 849 och 1265. Vikingarna kallade det Suðreyjar, och skottarna för Rìoghachd nan Eilean. 
Öarna erövrades av vikingarna, som skapade ett kungarike 849. Vikingahärskarna kallade sig kungar men inte högkungar, och befann sig under nominell norsk överhöghet. Rikets historia är fragmentariskt bevarad. Det var periodvis självständigt, och periodvis underkastat Norges, Irlands, Skottlands eller Englands överhöghet. 
Det anslöts till Skottland genom Perthtraktaten.